# 안드레이 셉킨
안드레이 셉킨 셉키나(스페인어: Andréi Xepkin Xepkina, 1965년 5월 1일~) 혹은 안드레이 솁킨(러시아어: Андре́й Ще́пкин, 우크라이나어: Андрій Щепкін 안드리 솁킨[*])은 우크라이나 출신 스페인의 은퇴한 핸드볼 선수로 현역 시절 포지션은 피벗이다. 소련 핸드볼 리그에서 활동하다가 소련이 해체된 후 스페인과 독일 리그에서 활동했다. 특히 1993년부터 2005년까지 FC 바르셀로나 소속으로 활동하며 전성기를 누렸다. 현역 기간에 EHF 챔피언스리그에서 총 7번 우승했으며, 스페인 리그 6회 우승, 독일 리그 1회 우승을 달성했다.
소련 대표팀 소속으로 국제 무대에 처음으로 참가하여 1990년 세계 선수권 대회에서 준우승을 차지했다. 소련 해체 후에는 우크라이나 국가대표팀 소속으로 활동하다가 스페인으로 귀화하여 스페인 국가대표팀 선수로 활동했다. 스페인 국가대표로서 2000년 하계 올림픽에서 동메달을 획득했고, 유럽 선수권 대회에서 은메달 1개, 동메달 1개를 획득했다.